# Complexe d'Électre
 (décembre 2011).
Si vous disposez d'ouvrages ou d'articles de référence ou si vous connaissez des sites web de qualité traitant du thème abordé ici, merci de compléter l'article en donnant les références utiles à sa vérifiabilité et en les liant à la section « Notes et références ».

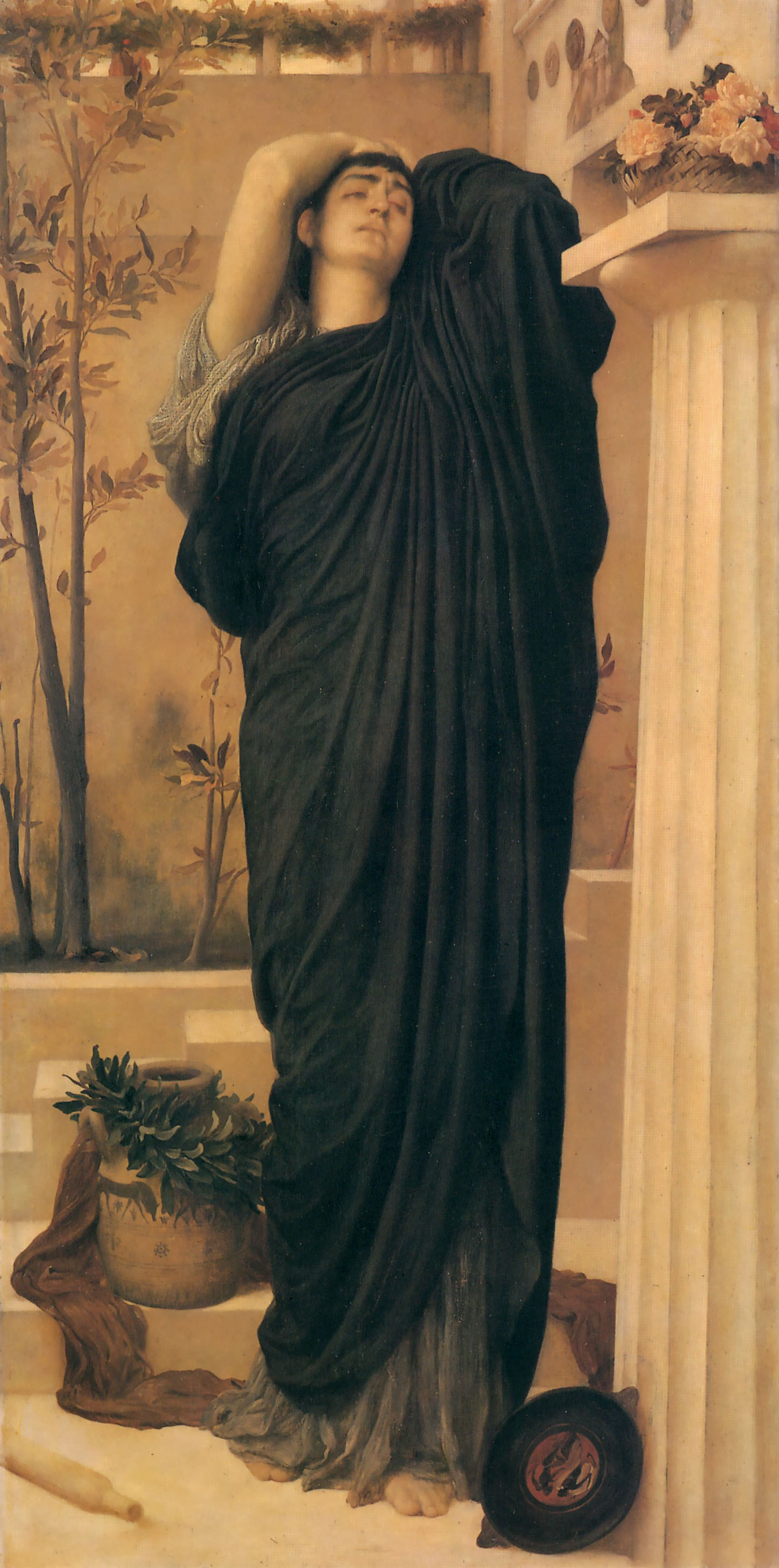
Frederic Leighton, Électre sur la tombe d'Agamemnon, 1869

Le complexe d'Électre est un concept théorique de Carl Gustav Jung qui l'a nommé ainsi en référence à l'héroïne grecque qui vengea son père Agamemnon en faisant assassiner sa propre mère, Clytemnestre. Il pensait ainsi avoir créé un équivalent du complexe d'Œdipe de Freud mais notons que ce dernier n'a pas accepté cette proposition : « Il nous semble sur ce point que ce que nous disons du complexe d'Œdipe ne s'applique en toute rigueur qu'à l'enfant de sexe masculin, et que nous sommes fondés à refuser l'expression de complexe d'Électre qui insiste sur l'analogie du comportement des deux sexes. » En effet, pour Freud, il n'existe pas de « Loi de la Mère » et on ne peut donc pas régler la question par une simple équivalence tirée de la mythologie.
Ce supposé "complexe d'Électre" n'est ni utilisé par les professionnels de la santé mentale aujourd'hui, ni répertorié dans le Manuel diagnostique et statistique des troubles mentaux ,.

## Exposé du problème
Selon Freud, le développement psychique de l'enfant se déroule selon trois stades successifs. Au cours du premier stade, dit « oral », l'enfant prend son plaisir par l'acte de manger. Le sein de la mère est alors perçu par l'enfant comme objet de plaisir. Lors du second stade, dit « sadique-anal », l'enfant prend conscience de sa puissance sur le monde. Enfin, lors du troisième stade, dit « œdipien » ou « phallique », se développe, chez le garçon, le complexe d'Œdipe : les pulsions d'attirance à l'égard de la mère se renforcent, l'enfant devient de plus en plus exigeant et envahissant, ce qui provoque l'opposition du père, lequel cristallise ensuite sur lui des pulsions hostiles de la part du garçon. À l'adolescence, ce complexe provoque l'attirance du garçon pour les filles, et son rejet des autres garçons, ce qui conditionne une sexualité de type hétérosexuelle.
La difficulté saute cependant aux yeux : s'il en allait exactement de la même manière chez la petite fille, alors l'adolescente devrait ressentir une attirance sexuelle pour les autres filles et un rejet des garçons ; or, ce n'est pas ce qu'on observe le plus fréquemment ; aussi Freud fut-il amené à aménager le concept de complexe d'Œdipe pour l'adapter au cas de la fille et résoudre l'asymétrie constatée entre le développement psychique des garçons et celui des filles.

## Description freudienne du complexe d'Électre
Pour Freud, il est clair que la mère « nourricière » est le premier objet d'amour chez la fille comme chez le garçon. Il est également clair que la fille, comme le garçon, découvre vers trois ans que les parents entretiennent des relations sexuelles dont l'enfant se sent exclu et il est enfin tout aussi clair que la fille, comme le garçon, cherche alors à s'interposer entre ses parents.
Toutefois, à ce moment, le processus chez la fille se dissocie nécessairement du processus chez le garçon. En effet, lors de cette première phase, dite « phallique » du complexe d'Œdipe, le garçon peut s'interposer entre ses parents en entrant ouvertement en conflit avec son père, ce qu'il réalise en exhibant son pénis ; le père, qui sanctionne ce comportement, se présente alors comme une figure de l'autorité liée à la peur de la castration.
De son côté, la fille, privée de pénis, ne peut entrer ouvertement en conflit avec le père. Aussi chez elle la castration n'est-elle pas ressentie comme la peur de perdre son pénis, mais comme la frustration de ne pas en avoir. Elle peut alors, selon Freud, réagir de trois façons :
- rejet pur et simple de la sexualité ;
- rejet de la castration et donc de son destin de future femme ;
- choix du père comme objet.

Plus précisément, dans ce dernier cas, la fille commencerait à ressentir une attirance pour son père – attirance toute calculée, s'entend, puisqu'il s'agit de lui soutirer un pénis pour se procurer celui qui lui manque. Cette attirance pour le père peut donc s'élaborer sans entamer la pulsion sexuelle pour la mère « nourricière », même si celle-ci prend, temporairement du moins, figure de rivale dans la quête du pénis paternel.
L'explication proposée par Freud permettrait ainsi de comprendre comment la fille, malgré le même « point de départ » que le garçon (les pulsions sexuelles envers la mère), en vient à ressentir des pulsions sexuelles pour son père et des pulsions hostiles pour sa mère (situation contraire à celle du garçon).
S'il y a même point de départ dans le désir de la mère, l'angoisse de castration divise garçon et fille quant au début du complexe. La castration est, pour le garçon, la sortie du complexe d'Œdipe : le père pose pour le petit homme cette menace par excellence, et cet enfant doit abandonner la convoitise de la mère. La castration met fin au complexe d'Œdipe. Tandis que le complexe d'Électre, à proprement parler, débute par la castration – c'est la castration qui, comme on l'a vu, introduit le désir du père. Cette fonction opposée de la castration quant au complexe chez le garçon et la fille n'est pas sans conséquences sur le développement psychique ultérieur.
Comme le complexe d'Œdipe pour le garçon, le complexe d'Électre trouve à se résoudre au moment de l'adolescence, lorsque la fille surmonte la castration, qu'elle commence à élaborer une personnalité propre empruntant à la fois à son père et à sa mère, et qu'elle se met à rechercher d'autres objets sexuels que ses parents. Le désir d'enfant, à l'âge adulte, ne serait alors chez la femme qu'une simple sublimation du désir de pénis ressenti dans l'enfance.
Cependant, si le complexe d'Œdipe permet l'expression radicale de l'attirance à l'égard de la mère et d'hostilité à l'égard du père, au contraire, dans le complexe d'Électre, cette expression se teinte toujours d'ambivalence. La fille est attirée par son père, mais seulement dans la mesure où elle cherche à lui soutirer un pénis ; elle ressent une rivalité à l'égard de sa mère, mais continue par ailleurs à s'identifier à elle. Aussi Freud pensait-il que le complexe d'Électre ne se résolvait jamais complètement chez la fille et que ses effets s'en ressentaient dans sa vie mentale de femme.

## Critiques du concept
Les critiques adressées contre le complexe d'Œdipe Freudien, s'avèrent également valables pour le complexe d'Électre. Ainsi, comme le complexe d'Oedipe, il n'y a aucune preuve empirique de l'existence du complexe d'Electre. 
Outre le fait que les complexes d'Electre et d'Oedipe n'existent pas aux yeux de la science, le complexe d'Électre autorise trois critiques autonomes. D'abord, Freud prête aux petites filles de son époque une connaissance de l'anatomie humaine qu'elles n'avaient probablement pas. Nombre de jeunes femmes de son époque arrivaient au mariage dans la plus grande ignorance des choses du sexe. Beaucoup ignoraient ce qu'était un pénis, n'ayant jamais vu d'homme nu, surtout pas leur père ou leur frère. On ne comprend donc guère comment une « envie de pénis » peut se développer chez quelqu'un qui ignore jusqu'à l'existence même du pénis. De nos jours, cette explication de Freud reste donc discutable.
Ensuite, la notion de complexe d'Électre a entraîné de vives critiques de la part du mouvement féministe. L'explication de Freud s'élabore, en effet, à partir d'un « calque » établi à partir du développement psychique du garçon, exactement comme si la fille était une sorte de garçon « bizarre », « anormal ». Freud, d'ailleurs, ne dissimule nullement son point de vue puisque, à l'en croire, la fille se considérerait elle-même comme un « garçon privé de pénis ». À aucun moment Freud ne s'aperçoit que la féminité pourrait s'analyser comme une réalité positive, plutôt que comme une négativité, un défaut par rapport à un garçon supposé meilleur (puisque lui ne « manque » de rien). La conclusion freudienne selon laquelle le complexe d'Électre ne se résoudrait jamais complètement chez la femme adulte implique que la femme serait beaucoup moins stable psychologiquement que l'homme, hystérique ou caractérielle. Mais n'y a-t-il pas des hommes instables psychologiquement et caractériels également?[citation nécessaire]
Enfin, le mouvement gay et lesbien conteste fortement les positions de Freud[citation nécessaire]. À l'en croire, en effet, la pérennité du complexe d'Électre chez la femme laisserait entendre que l'homosexualité féminine serait presque « normale », tandis que l'homosexualité masculine constituerait un symptôme de trouble psychique dû à un complexe d'Œdipe « inversé » non résolu.
On peut proposer aussi une version plus ouverte de l'hypothèse freudienne : plutôt que de partir du savoir supposé des petits concernant l'anatomie sexuelle, on pose la situation infantile initiale comme marquée par un désir amoureux incestueux d'avec la mère, désir exclusif et jaloux par nature. Or tout indique que toute société exige de ses adultes l'intégration de l'interdit de l'inceste, sous peine de sanctions graves. Ce serait alors ce passage du vécu incestueux fondateur au vécu de la loi d'interdit de l'inceste qui déterminerait les crises œdipiennes et leurs conséquences propres à l'histoire de chacun, y compris dans les choix d'orientation sexuelle adulte. Le mode d'expression de Freud équivaudrait à celui d'un précurseur daté. Mais il reste que la notion de Phallus conserve toute sa valeur et que dans la pensée inconsciente il serait le seul organe sexuel représenté car pouvant être castré : ce qui nous ouvre à la notion moderne du lien avec l'Autre, le moyen du lien étant le phallus (nommé ainsi sur la base de ce qu'est déjà le sexuel pour la mère), ce qui dans le monde du langage qui est celui de l'être humain se nomme « la copule ». L'enfant fille ou garçon ne cesserait pas alors de chercher ce qui ferait copule avec sa mère : la langue, le caca, etc. Mais aussi toute une série de comportements signifiants pour les parents. Le phallus est alors le symbole universel privilégié car central dans le lien sexuel de l'un à l'autre et dans la production des enfants. Représenté par de multiples avatars, il est utilisé aussi bien par les hommes que par les femmes, et est donc en fait indépendant du choix d'orientation sexuelle de la personne, et ne présuppose aucune supériorité autre que celle des préjugés infantiles. Et la pensée inconsciente du désir se mobiliserait sans cesse autour de l'affirmation ou de la « castration » de ce qui fait « liant » avec l'Autre (en général d'abord la mère biologique) et qui est révélé par un tiers (en général le père biologique). C'est l'orientation lacanienne qui permet aujourd'hui cette lecture modernisée de Freud.

## Filmographie
- Daddy Issues
- Œdipe Re, Pier Paolo Pasolini Film 1969 ,avec Franco Citti, Sylvana Mangano, Alida Vali, Carmelo Bene, Julian Beck etc.                       lieux de tournage ;  Maroc, Ait-Ben-Haddo, Ouarzazate, Zagora.
- Electra, DVD, de Michael Cacoyannis, avec Irene Papas, Yannis Fertis (el), Aleka Katseli, Theano Ioannidou, Notis Peryalis (el), noir et blanc, en grec, sous-titres : anglais, français, espagnol, studio : MGM/UA Video, 2002, ASIN B00005UJY8

## Voir également
- Angoisse de castration
- Envie du pénis
- Électre